# 北京大学历史学系
北京大学历史学系是北京大学下属的一所学院。前身为1899年秋京师大学堂设立的史学堂，是近代中国最早建立的史学教育科系。

## 历史沿革
1899年秋京师大学堂设立史学堂。1902年末，清政府在恢复京师大学堂的章程中，规划设立史学目，1903年改设中国史学门和万国史学门。1904年夏，开始进行预备科和师范馆的史学教育。1910年3月，中国史学门开始招生。
1912年5月京师大学堂改为国立北京大学。1919年8月，北京大学校评议会将中国史学门改称史学系。
1937年7月，日本全面侵华战争爆发，史学系部分师生随校内迁，与清华大学、南开大学相关科系合为国立西南联合大学历史社会学系。1946年，史学系北上复原。
1952年全国高等院校院系调整，清华大学历史系和燕京大学历史系一部分骨干教师并入。

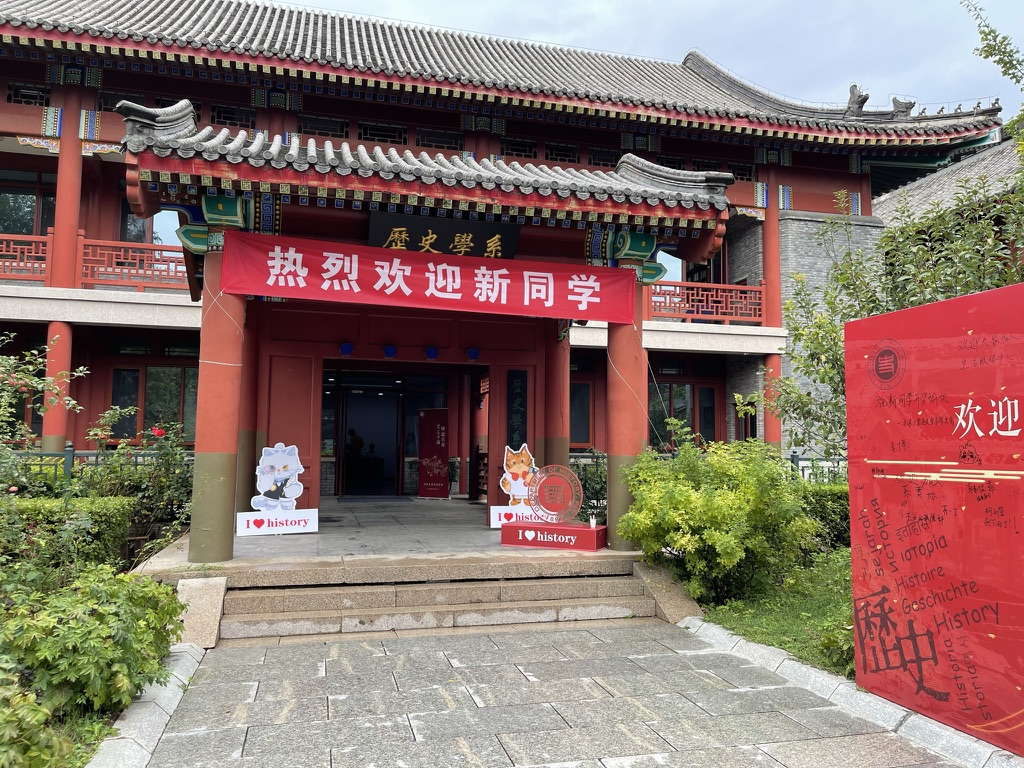
歷史學系為於人文学苑5号楼的辦公室

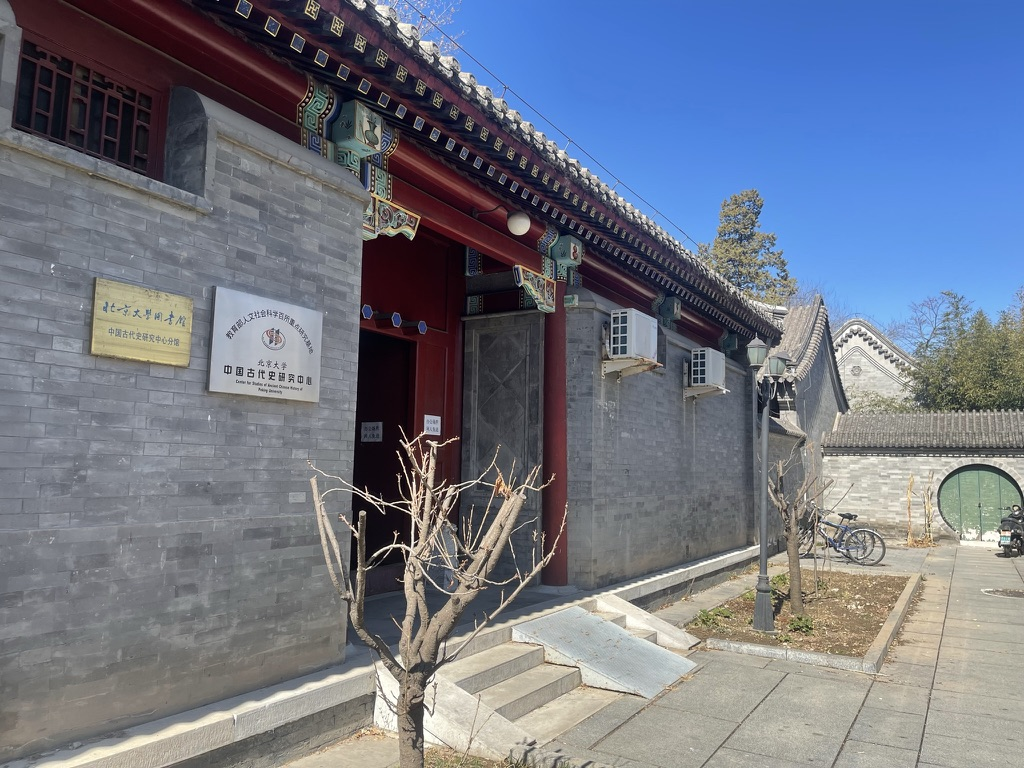
北京大學中國古代史研究中心

1983年考古专业从历史学系分出，独立成系。

## 历任系主任
北京大学历史学系历届系主任如下：
- 康宝忠：1919年
- 朱希祖：1919年12月－1927年7月；1929年3月－1931年1月
  - （代理）叶瀚：1924年3月－4月
  - （代理）史鼐：1927年10月－1928年6月
- 陈汉章：未到任
- 孙雄：未到任
- 马衡：1928年11月－1929年2月
- 蒋梦麟：1931年2月－10月（校長兼）
- 陈受颐：1931年10月－1936年7月
- 姚从吾：1936年8月－1937年9月；1946年8月－1946年12月

- 刘崇鋐：1937年10月－11月；1938年5月－1940年7月
- 雷海宗：1937年11月－1938年5月；1940年7月－1946年8月

- 郑天挺：1946年12月－1952年
- 翦伯赞：1952年9月－1966年上半年
- 吴维能：1966年8月－1968年11月（革命委員會主任）
- 高松栓：1969年－1972年9月（革命委員會主任）
- 周一良：1972年9月－1978年；1981年7月－1983年5月
- 邓广铭：1978年7月－1981年7月
- 田余庆：1983年5月－1986年9月
- 马克垚：1986年9月－1992年3月
- 何芳川：1992年3月－1995年6月
- 王天有：1995年6月－2002年7月
- 牛大勇：2002年7月－2010年10月
- 高毅：2010年10月－2015年1月
- 张帆：2015年1月－2019年12月
- 王奇生：2019年12月－2025年3月
- 何晋：2025年3月－